# Aristoteles (Toreut)
Aristoteles (griechisch Ἀριστοτέλης Aristotélēs), Sohn eines Aristoteles, war ein aus Kleitor in Arkadien stammender antiker griechischer Toreut (Metallarbeiter) und möglicherweise auch Bildhauer nicht genauer zu bestimmender Zeit.
Aristoteles ist heute einzig noch durch literarische Überlieferung bekannt. Im Rahmen der Anthologia Graeca ist ein Weiheepigramm der Anyte von Tegea überliefert, das in den Zeitraum Ende des 4., Anfang des 3. Jahrhunderts v. Chr. datiert wird. Somit ist die Lebenszeit des Aristoteles vor dieser Zeit anzusetzen. Im Epigramm wird Aristoteles als kunstfertiger Hersteller eines riesigen Beckens genannt, das von Kleubotos aus Tegea für Athene geweiht wurde.

«βουχανδὴς ὁ λέβης· ὁ δὲ θεὶς Ἐριασπίδα υἱός

      Κλεύβοτος· ἁ πάτρα δ᾽ εὐρύχορος Τεγέα·

      τἀθάναι δὲ τὸ δῶρον· Ἀριστοτέλης δ᾽ ἐπόησεν

      Κλειτόριος, γενέται ταὐτὸ λαχὼν ὄνομα.»

„Einen Ochsen vermag der Kessel zu fassen, der Pallas

             weihte Kleobotos ihn, des Eriaspidas Sohn,

             Bürger des weiten Tegea. Ein Schmied aus Kleitor – sein Vater

             hieß Aristoteles auch – fertigte Kunstreich das Stück.“

Möglicherweise war Aristoteles nicht nur Toreut, sondern auch als Bildhauer tätig.

## Einzelbelege
1. ↑  Anthologia Graeca 1, 130, 2; Anthologia Palatina 6, 153.
2. ↑  bibliotheca Augustana. Abgerufen am 30. Januar 2021.

| Personendaten    | Personendaten                                              |
| ---------------- | ---------------------------------------------------------- |
| NAME             | Aristoteles                                                |
| ALTERNATIVNAMEN  | Ἀριστοτέλης (altgriechisch)                                |
| KURZBESCHREIBUNG | antiker griechischer Toreut                                |
| GEBURTSDATUM     | zwischen 7. Jahrhundert v. Chr. und 4. Jahrhundert v. Chr. |
| STERBEDATUM      | zwischen 7. Jahrhundert v. Chr. und 3. Jahrhundert v. Chr. |